# 蓝家村站
蓝家村站是位于湖南省东安县井头圩镇兰家村的一个铁路车站，邮政编码425907。车站建于1938年，有湘桂铁路经过该站，现仅办理货运，不办理客运业务，车站及其上下行区间均未电气化。车站距离衡阳站154公里，隶属南宁铁路局桂林车务段，是四等站。